# 小行星5159
小行星5159（英語：5159 Burbine）是一颗围绕太阳公转的小行星。1977年9月9日，哈佛天文台在哈佛大学天文台发现了此天体。
这颗小行星的绝对星等为83.75227184037075等。